# Блакитна лінія (MARTA)
Блакитна лінія (MARTA) (англ. Blue Line (MARTA)) — одна з чотирьох ліній метрополітену Атланти.

## Історія
Початкова ділянка була відкрита у червні 1979 року, та стала першою лінією метро в місті. Спочатку лінія мала назву Східно-Західна лінія, але в 2006 році з її складу виділили 1 станцію створивши лінію Проктор-Крік, з якою Блакитна лінія спільно використовує центральну ділянку. З жовтня 2009 року всі лінії отримали назву за кольором яким позначалися на мапах, Східно-Західна лінія стала Блакитною, а лінія Проктор-Крик — Зеленою.

## Станції
Станції з заходу на схід, зеленим кольором показані спільні з Зеленою лінією станції.
| Блакитна лінія  |                                                                                          | |                                     |                                                 |                     |        |
| Спільна ділянка | Станція                                                                                  | Пересадка | Розташування                        | Тип                                             | Дата відкриття      | Вигляд |
|                 | «Гамільтон-Голмс» (англ. Hamilton E. Holmes)                                             | Автобуси № 3, 51, 60, 66, 68, 73, 153, 165, 201, 850, 856, 865, 867                                          | Гамільтон-Голмс-драйв, Атланта      | Естакадна з береговими платформами              | 22 грудня 1979      |        |
|                 | «Вест-Лейк» (англ. West Lake)                                                            | Автобуси № 58, 813, 853, 867                                                                                 | Андерсон-авеню, Атланта             | Наземна з береговими платформами                | 22 грудня 1979      |        |
|                 | «Ешбі» (англ. Ashby)                                                                     | Автобус № 1, 68                                                                                              | Бульвар Джозефа Ловері, Атланта     | Підземна з острівною платформою                 | 22 грудня 1979      |        |
|                 | «Вайн-Сіті» (англ. Vine City)                                                            | Автобус № 94                                                                                                 | Родс-стріт, Атланта                 | Підземна з острівною платформою                 | 22 грудня 1979      |        |
|                 | «Доум / GWCC / Філіпс-Арена / Сі-Ен-Ен центр» (англ. Dome/GWCC/Philips Arena/CNN Center) | Немає | Олімпік-парк-драйв, Атланта         | Підземна з острівною платформою                 | 22 грудня 1979      |        |
|                 | «Файв-Пойнтс»                                                                            | Пересадна на однойменну станцію Червоної та Золотої ліній, Автобуси № 3, 13, 16, 26, 32, 42, 49, 55, 74, 186 | Брод-стріт, Атланта                 | Підземна з однією острівною та двома береговими | 22 грудня 1979      |        |
|                 | «Джорджія-Стейт» (англ. Georgia State)                                                   | Автобуси № 13, 21, 99, 109                                                                                   | Підмонт-авеню, Атланта              | Естакадна з береговими платформами              | 30 червня 1979      |        |
|                 | «Меморіал Кінга» (англ. King Memorial)                                                   | Автобуси № 21, 99                                                                                            | Декейтер-стріт, Атланта             | Естакадна з береговими платформами              | 30 червня 1979      |        |
|                 | «Інмен-парк / Рейнолдстаун» (англ. Inman Park / Reynoldstown)                            | Автобуси № 4, 6, 9, 107                                                                                      | Декальб-авеню, Атланта              | Наземна з береговими платформами                | 30 червня 1979      |        |
|                 | «Еджвуд / Кендлер-парк» (англ. Edgewood / Candler Park)                                  | Автобуси № 24, 102                                                                                           | Декальб-авеню, Атланта              | Естакадна з острівною платформою                | 30 червня 1979      |        |
|                 | «Іст-Лейк» (англ. East Lake)                                                             | Автобуси № 2, 34, 123                                                                                        | Колледж-авеню, Атланта              | Наземна з острівною платформою                  | 30 червня 1979      |        |
|                 | «Декейтер» (англ. Decatur)                                                               | Автобуси № 15, 19, 36, 123, 823                                                                              | Черч-стріт, Атланта                 | Підземна з береговими платформами               | 30 червня 1979      |        |
|                 | «Ейвондейл» (англ. Avondale)                                                             | Автобуси № 75, 114, 117, 120                                                                                 | Місто Декейтер                      | Наземна з двома острівними платформами          | 30 червня 1979      |        |
|                 | «Кенсінгтон» (англ. Kensington)                                                          | Автобуси № 8, 21, 86, 115, 119, 121, 125, 221                                                                | Невключена територія округу Декальб | Наземна з острівною платформою                  | 26 червня 1993 року |        |
|                 | «Індіан-Крик» (англ. Indian Creek)                                                       | Автобуси № 24, 107, 111, 116, 119                                                                            | Невключена територія округу Декальб | Наземна з острівною платформою                  | 26 червня 1993      |        |

## Режим роботи
- По буднях; перший потяг від станції «Гамільтон Голмс» відходить о 4:41, останній у 1:26. Перший потяг від станції «Індіан-Крік» о 4:49, останній у 1:14.
- У вихідні та свята; перший потяг від станції «Гамільтон І. Холмс» відходить о 6:01, останній у 1:16. Перший потяг від станції «Індіан-Крік» о 6:00, останній у 1:05.